# Ain’t Life Grand
Ain’t Life Grand – drugi album amerykańskiej grupy Slash’s Snakepit założonej w 1995 roku przez byłego gitarzystę Guns N’ Roses – Slasha. Album został wydany w 2000 roku.

## Lista utworów
1. „Been There Lately” – 4:28
2. „Just Like Anything” – 4:24
3. „Shine” – 5:20
4. „Mean Bone” – 4:40
5. „Back to the Moment” – 5:34
6. „Life's Sweet Drug” – 3:54
7. „Serial Killer” – 6:19
8. „The Truth” – 5:19
9. „Landslide” – 5:30
10. „Ain't a Life Grand” – 4:54
11. „Speed Parade” – 3:53
12. „The Alien” – 4:28

## Twórcy
- Rod Jackson – wokal
- Slash – gitara prowadząca
- Ryan Roxie – gitara rytmiczna
- Johnny Blackout – gitara basowa
- Matt Laug – perkusja
- Teddy Zigzag Andreadis – instrumenty klawiszowe